# Anatoma obtusata
Anatoma obtusata är en snäckart som först beskrevs av Aleksandr Nikolaevich Golikov och Gulbin 1977.  Anatoma obtusata ingår i släktet Anatoma och familjen Scissurellidae. Inga underarter finns listade i Catalogue of Life.